# Church Ridge
Church Ridge är en bergstopp i Antarktis. Den ligger i Östantarktis. Nya Zeeland gör anspråk på området. Toppen på Church Ridge är 2 217 meter över havet, eller 281 meter över den omgivande terrängen. Bredden vid basen är 7,5 km.
Terrängen runt Church Ridge är huvudsakligen lite bergig. Trakten är obefolkad. Det finns inga samhällen i närheten. 